# Jason Bieler
Jason Bieler es un cantante, guitarrista y compositor estadounidense, reconocido por su trabajo con la agrupación Saigon Kick.
También ha tocado en otras bandas, incluyendo a Talismán y Super TransAtlantic, en la cual tocaron otros músicos de Saigon Kick y el bajista de Extreme, Pat Badger.
Bieler lanzó un álbum como solista en 1998 titulado Houston, We Have a Problem en su discográfica privada, BVB Records.
Luego de la separación de Super TransAtlantic, Bieler y su hermano Aaron fundaron la discográfica Bieler Bros. Records con base en Florida.

## Discografía

### Saigon Kick
- Saigon Kick (1991)
- The Lizard (1992)
- Water (1993)
- Devil in the Details (1995)
- Moments from the Fringe (1998)
- Greatest Mrs.: The Best of Saigon Kick (1998)
- Bastards (2000)
- Greatest Hits Live (2000)

### Super TransAtlantic
- Shuttlecock (2000)

### Solo
- Houston, We Have a Problem (1998)